# Morris Gest
Morris Gest (Vilna, Lituania, 15 de marzo de 1875-Nueva York, 16 de mayo de 1942) fue un productor de obras de teatro estadounidense de origen lituano, activo a comienzos del siglo XX.

## Biografía
En 1890 sus padres emigraron a Boston (Estados Unidos), donde comenzó a trabajar desde joven en los teatros como ayudante, y consiguió ganar mucha experiencia. En 1901 se trasladó a Nueva York donde trabajó con Oscar Hammerstein I (1846-1919) en el Manhattan Center. En 1919 produjo el show Morris Gest's "Midnight Whirl" con música de George Gershwin y letras de Buddy DeSylva.